# Sampo Koskinen
Pour les articles homonymes, voir Koskinen.
Sampo Koskinen est un footballeur finlandais né le 1er mars 1979 à Kirkkonummi (Finlande). Il évolue comme défenseur.

## Palmarès
FC Honka
- Coupe de la Ligue de Finlande
  - Vainqueur (2) : 2010, 2011
- Coupe de Finlande
  - Vainqueur (1) : 2012